# Rolf Wanka
Rudolf Josef Wanka, detto Rolf (Vienna, 14 febbraio 1901 – Monaco di Baviera, 30 novembre 1982), è stato un attore austriaco.

## Biografia
Complessivamente, tra cinema e televisione, partecipò ad oltre un centinaio di differenti produzioni, tra l'inizio degli anni trenta e la fine degli anni settanta, lavorando non solo in produzioni tedesche, ma anche ceche e italiane. Tra i suoi ruoli principali, si ricorda, tra l'altro, quello di Padre Vojtěch nel film Páter Vojtěch (1936).

## Vita privata
Fu uno dei mariti dell'attrice Friedl Czepa ed era il padre dell'attrice Irina Wanka e del conduttore televisivo Rudolf Wanka.

## Filmografia parziale

### Attore

#### Cinema
- M - Il mostro di Düsseldorf (M), regia di Fritz Lang (1931) - non accreditato
- Wehe, wenn er losgelassen, regia di Martin Fric e Karel Lamac (1932)
- Matka Kráčmerka, regia di Vladimír Slavínský (1934)
- Pozdní máj, regia di Leo Marten (1934)
- Die törichte Jungfrau, regia di Richard Schneider-Edenkoben (1935)
- Polibek ve sněhu, regia di Václav Binovec (1935)
- Clò clò (Die ganze Welt dreht sich um Liebe), regia di Viktor Turžanskij (1935)
- Buchhalter Schnabel, regia di J. A. Hübler-Kahla (1935)
- Liebe auf Bretteln, regia di Rudolph Cartier (1935)
- Zirkus Saran, regia di E. W. Emo (1935)
- Hilde Petersen postlagernd, regia di Victor Janson (1936)
- Páter Vojtěch (1936)
- Srdce v soumraku (1936)
- Irčin románek (1936)
- Kein Wort von Liebe (1937)
- Rote Rosen - Blaue Adria (1938)
- Alerte en Méditerranée, regia di Léo Joannon (1938)
- Tu mi appartieni (Dein Leben gehört mir), regia di Johannes Meyer (1939)
- Diritto all'amore (1939)
- Anuschka (1942)
- Orizzonte di sangue, regia di Gennaro Righelli (1943)
- Hundstage, regia di Géza von Cziffra (1944)
- La grande vendetta (1951)
- Maria Theresia, regia di Emil E. Reinert (1951)
- Wienerinnen (1952)
- Die Fiakermilli (1953)
- Sterne über Colombo (1953)
- La prigioniera del maharajah (1954)
- Nel gorgo del peccato (1954)
- Drei Birken auf der Heide (1956)
- Ritorno alla vita (1956)
- I dannati e l'inferno (1956)
- Viaje de novios (1956)
- El batallón de las sombras'' (1957)
- Horas de pánico (1957)
- Stanotte sarai mia, regia di Wilm ten Haaf (1959)
- Calze nere, notti calde (1959)
- Sissi, la favorita dello zar (1959)
- L'allegra guerra del capitano Pedro (1959)
- SS contro le spie (1960)
- Wer weint denn schon im Freudenhaus? (1970)
- Josefine Mutzenbacher II - Meine 365. Liebhaber (1971)
- Wenn mein Schätzchen auf die Pauke haut (1971)
- Signor procuratore, abbiamo abortito! (1971)
- Progetto micidiale, regia di Ken Hughes (1974)
- Il deserto dei Tartari (1976)

#### Televisione
- Die Abenteuer des braven Soldaten Schwejk - film TV (1957)
- Der Besuch der alten Dame - film TV (1959)
- Bezaubernde Julia - film TV (1960)
- Die sanfte Tour - serie TV (1963)
- Das ist Stern schnuppe - serie TV (1965)
- Mafia - Die ehrenwerte Gesellschaft - serie TV (1966)
- Flucht über die Ostsee - film TV (1967)
- Das Missverständliche im Leben des Herrn Knöbel - film TV (1968)
- Graf Yoster gibt sich die Ehre - serie TV, 1 episodio (1968)
- Das Kriminalmuseum - serie TV, 1 episodio (1968)
- Salto mortale - serie TV, 1 episodio (1969)
- Friedrich III. '...gestorben als Kaiser' - film TV (1970)
- Gestern gelesen - serie TV, 2 episodi (1971-1973)
- Das Jahrhundert der Chirurgen - serie TV, 1 episodio (1972)
- Merkwürdige Lebensgeschichte des Friedrich Freiherrn von der Trenck - miniserie TV (1973)
- Drüben bei Lehmanns - serie TV, 1 episodio (1973)
- Okay S.I.R. - serie TV, 1 episodio (1974)
- Tatort - serie TV, 2 episodi (1974-1978)
- Der Kommissar - serie TV, 1 episodio (1975)

### Regista
- Výdělečné ženy  (1937)